# Prix d'interprétation masculine
Il Prix d'interprétation masculine è un premio assegnato al festival di Cannes al miglior attore dei film presentati in concorso nella selezione ufficiale.
È stato assegnato per la prima volta nel 1946. In sole quattro edizioni, dal 1979 al 1981 e nel 1991, è stato assegnato anche un premio al miglior attore non protagonista, il Prix du second rôle masculin.
Solo tre attori hanno ricevuto questo riconoscimento più di una volta: Dean Stockwell (1959, 1962), Marcello Mastroianni (1970, 1987) e Jack Lemmon (1979, 1982).

## Albo d'oro

### Anni 1940
- 1946:  Ray Milland – Giorni perduti (The Lost Weekend)
- 1949:  Edward G. Robinson – Amaro destino (House of Strangers)

### Anni 1950
- 1951:  Michael Redgrave – Addio Mr. Harris (The Browning Version)
- 1952:  Marlon Brando – Viva Zapata!
- 1955
  -  Spencer Tracy[N 1] – Giorno maledetto (Bad Day at Black Rock)
  -  L'intero cast[N 1] – Una grande famiglia (Bol'šaja sem'ja)
- 1956: nessun interprete maschile[N 1]
- 1957:  John Kitzmiller – La valle della pace (Dolina miru)
- 1958:  Paul Newman – La lunga estate calda (The Long Hot Summer)
- 1959:  Bradford Dillman, Dean Stockwell e Orson Welles – Frenesia del delitto (Compulsion)

### Anni 1960
- 1961:  Anthony Perkins – Le piace Brahms? (Aimez-vous Brahms?)
- 1962
  -  Dean Stockwell,  Jason Robards e  Ralph Richardson – Il lungo viaggio verso la notte (Long Day's Journey into Night)
  -  Murray Melvin – Sapore di miele (A Taste of Honey)
- 1963:  Richard Harris – Io sono un campione (This Sporting Life)
- 1964
  -  Antal Páger – Pacsirta
  -  Saro Urzì – Sedotta e abbandonata
- 1965:  Terence Stamp – Il collezionista (The Collector)
- 1966:  Per Oscarsson – Fame (Sult)
- 1967:  Oded Kotler – Shlosha Yamim Veyeled
- 1968: il festival è stato interrotto a causa degli eventi del maggio francese
- 1969:  Jean-Louis Trintignant – Z - L'orgia del potere (Z)

### Anni 1970
- 1970:  Marcello Mastroianni – Dramma della gelosia (tutti i particolari in cronaca)
- 1971:  Riccardo Cucciolla – Sacco e Vanzetti
- 1972:  Jean Yanne – L'amante giovane (Nous ne vieillirons pas ensemble)
- 1973:  Giancarlo Giannini – Film d'amore e d'anarchia - Ovvero "Stamattina alle 10 in via dei Fiori nella nota casa di tolleranza..."
- 1974:  Jack Nicholson – L'ultima corvé (The Last Detail)
- 1975:  Vittorio Gassman – Profumo di donna
- 1976:  José Luis Gómez – Pascual Duarte
- 1977:  Fernando Rey – Elisa, vita mia (Elisa, vida mía)
- 1978:  Jon Voight – Tornando a casa (Coming Home)
- 1979:  Jack Lemmon – Sindrome cinese (The China Syndrome)

### Anni 1980
- 1980:  Michel Piccoli – Salto nel vuoto
- 1981:  Ugo Tognazzi – La tragedia di un uomo ridicolo
- 1982:  Jack Lemmon – Missing - Scomparso (Missing)
- 1983:  Gian Maria Volonté – La morte di Mario Ricci (La Mort de Mario Ricci)
- 1984:  Alfredo Landa e Francisco Rabal – I santi innocenti (Los santos inocentes)
- 1985:  William Hurt – Il bacio della donna ragno (Kiss of the Spider Woman)
- 1986
  -  Michel Blanc – Lui portava i tacchi a spillo (Tenue de soirée)
  -  Bob Hoskins – Mona Lisa
- 1987:  Marcello Mastroianni – Oci ciornie
- 1988:  Forest Whitaker – Bird
- 1989:  James Spader – Sesso, bugie e videotape (Sex, Lies, and Videotape)

### Anni 1990
- 1990:  Gérard Depardieu – Cyrano de Bergerac
- 1991:  John Turturro – Barton Fink - È successo a Hollywood (Barton Fink)
- 1992:  Tim Robbins – I protagonisti (The Player)
- 1993:  David Thewlis – Naked - Nudo (Naked)
- 1994:  Ge You – Vivere! (Huózhe)
- 1995:  Jonathan Pryce – Carrington
- 1996:  Daniel Auteuil e  Pascal Duquenne – L'ottavo giorno (Le Huitième Jour)
- 1997:  Sean Penn – She's So Lovely - Così carina (She's So Lovely)
- 1998:  Peter Mullan – My Name Is Joe
- 1999:  Emmanuel Schotté – L'umanità (L'Humanité)

### Anni 2000
- 2000:  Tony Leung – In the Mood for Love (Huāyàng niánhuá)
- 2001:  Benoît Magimel – La pianista (La Pianiste)
- 2002:  Olivier Gourmet – Il figlio (Le Fils)
- 2003:  Muzaffer Özdemir e (postumo) Mehmet Emin Toprak – Uzak
- 2004:  Yūya Yagira – Nessuno lo sa (Daremo shiranai)
- 2005:  Tommy Lee Jones – Le tre sepolture (The Three Burials of Melquiades Estrada)
- 2006:  Bernard Blancan, Sami Bouajila, Jamel Debbouze, Samy Naceri e Roschdy Zem – Indigènes
- 2007:  Konstantin Lavronenko – Izgnanie
- 2008:  Benicio del Toro – Che - Guerriglia (Guerrilla) e Che - L'argentino (The Argentine)
- 2009:  Christoph Waltz – Bastardi senza gloria (Inglourious Basterds)

### Anni 2010
- 2010
  -  Javier Bardem – Biutiful
  -  Elio Germano – La nostra vita
- 2011:  Jean Dujardin – The Artist
- 2012:  Mads Mikkelsen – Il sospetto (Jagten)
- 2013:  Bruce Dern – Nebraska
- 2014:  Timothy Spall – Turner (Mr. Turner)
- 2015:  Vincent Lindon – La legge del mercato (La Loi du marché)
- 2016:  Shahab Hosseini – Il cliente (Forušande)
- 2017:  Joaquin Phoenix – A Beautiful Day - You Were Never Really Here (You Were Never Really Here)
- 2018:  Marcello Fonte – Dogman
- 2019:  Antonio Banderas – Dolor y gloria

### Anni 2020
- 2020: il festival non ha avuto luogo a causa della pandemia di COVID-19
- 2021:  Caleb Landry Jones – Nitram
- 2022:  Song Kang-ho – Le buone stelle - Broker (Broker)
- 2023:  Kōji Yakusho – Perfect Days
- 2024:  Jesse Plemons – Kinds of Kindness
- 2025:  Wagner Moura – O agente secreto

## Vincitori per Paese d'origine
Aggiornato alla 78ª edizione (2025):
| Stati Uniti   | 26 |
| Francia       | 18 |
| Italia        | 10 |
| Regno Unito   | 10 |
| Spagna        | 6  |
| Belgio        | 2  |
| Giappone      | 2  |
| Russia        | 2  |
| Turchia       | 2  |
| Austria       | 1  |
| Brasile       | 1  |
| Cina          | 1  |
| Corea del Sud | 1  |
| Danimarca     | 1  |
| Hong Kong     | 1  |
| Iran          | 1  |
| Irlanda       | 1  |
| Israele       | 1  |
| Porto Rico    | 1  |
| Svezia        | 1  |
| Ungheria      | 1  |